# Gnophos certhiatus
Gnophos certhiatus là một loài bướm đêm trong họ Geometridae.